# Nowhere Else to Roam
Nowhere Else to Roam Tour fue una gira musical del grupo estadounidense de thrash metal Metallica que comenzó en enero de 1993 y acabó en julio de 1993, fue la tercera gira de promoción para el disco homónimo (también conocido como The Black Album).
En esta gira la banda pudo tocar por primera vez en países asiáticos además de Japón como Indonesia, Singapur, Tailandia, Filipinas e Israel, también en países de Latinoamérica (a excepción de Brasil que tocaron en la gira Damaged Justice en el año 1989), tales como Argentina, Chile y México, en el cual terminaron grabando un álbum en directo llamado Live Shit: Binge & Purge en los 5 conciertos realizados en el Palacio de los Deportes de México y sus primeros conciertos en República Checa, Eslovaquia, Turquía y Grecia, en un principio iban a tocar en Puerto Rico el 29 de abril pero se terminó cancelando por las lluvias que habían es ese país, además tenía de invitado a Megadeth en 4 conciertos de la gira europea, fue la primera vez que la banda de Dave Mustaine se encontró con Metallica luego de que esta lo expulsara de la banda.
Para el 30 aniversario del álbum homónimo de la banda, los shows realizados en Mannheim y Werchter fueron lanzados en CD y DVD respectivamente como parte del box set del Black Album lanzado en septiembre de 2021, además de grabaciones en video en varios lugares de la gira.

## Canciones habituales 1
(Tomado del Palacio de los deportes en Ciudad de México el 26 de febrero de 1993)
1. "Enter Sandman"
2. "Creeping Death"
3. "Harvester of Sorrow"
4. "Welcome Home (Sanitarium)"
5. "Sad but True"
6. "Of Wolf and Man"
7. "The Unforgiven"
8. Justice Medley
  1. "Eye of the Beholder"
  2. "Blackened"
  3. "The Frayed Ends of Sanity"
  4. "...And Justice for All"
  5. "Blackened"
9. Bass Solo
10. Guitar Solo
11. "Through the Never"
12. "For Whom the Bell Tolls
13. "Fade to Black"
14. "Master of Puppets"
15. "Seek & Destroy"
16. "Whiplash"
17. "Nothing Else Matters"
18. "Wherever I May Roam
19. "Am I Evil?" (originalmente de Diamond Head)
20. "Last Caress" (originalmente de Misfits)
21. "One"
22. "Battery"

Notas:
- "Breadfan" fue tocada en 5 conciertos de febrero y abril.
- "Motorbreath" fue tocada en 4 conciertos, la cual se puede encontrar en el directo antes mencionado.
- "Stone Cold Crazy" fue tocada en algunos conciertos reemplazando a Battery al final y en algunos conciertos "Of Wolf and Man" fue reemplazada por "Wherever I May Roam".
- Algunos conciertos de la gira terminaron con "One".
- El 20 de febrero en el concierto de Fort Myers, James Hetfield solo se encargó de las voces en la canción "Whiplash" ya que hubo problemas de sonido.

## Canciones habituales 2
(Tomado del Entertainment Centre en Perth el 7 de abril de 1993)
1. "Creeping Death"
2. "Harvester of Sorrow"
3. "Welcome Home (Sanitarium)"
4. "Sad but True"
5. "Wherever I May Roam"
6. "Of Wolf and Man"
7. "The Unforgiven"
8. Justice Medley
  1. "Eye of the Beholder"
  2. "Blackened"
  3. "The Frayed Ends of Sanity"
  4. "...And Justice for All"
  5. "Blackened"
9. Bass Solo
10. Guitar Solo
11. "Through the Never"
12. "For Whom the Bell Tolls
13. "Fade to Black"
14. "Master of Puppets"
15. "Seek & Destroy"
16. "Whiplash"
17. "Nothing Else Matters"
18. "Am I Evil?" (originalmente de Diamond Head)
19. "Last Caress" (originalmente de Misfits)
20. "One"
21. "Enter Sandman"

Nota:
- En algunas fechas de la gira asiática y de Oceanía, se interpretó "Battery" en vez de "Whiplash" y se interpretó "The Four Horsemen" en vez de "Through the Never".

## Canciones habituales 3
(Tomado del National Bowl en Milton Keynes el 5 de junio de 1993)
1. "Creeping Death"
2. "Harvester of Sorrow"
3. "Welcome Home (Sanitarium)"
4. "Of Wolf and Man"
5. "Wherever I May Roam"
6. "The Thing That Should Not Be"
7. "The Unforgiven"
8. "Disposable Heroes"
9. Bass Solo
10. Instrumental Medley
  1. "Orion"
  2. "To Live Is to Die"
  3. "The Call of Ktulu"
11. Guitar Solo
12. "The Four Horsemen"
13. "For Whom the Bell Tolls
14. "Fade to Black"
15. "Master of Puppets"
16. "Seek & Destroy"
17. "Battery"
18. "Nothing Else Matters"
19. "Sad but True"
20. "Last Caress" (originalmente de Misfits)
21. "One"
22. "Enter Sandman"
23. "So What?" (Originalmente de Anti Nowhere League)

Notas:
- "The Thing That Should Not Be" y "Disposable Heroes" volvieron a interpretarse en la gira europea.
- "Instrumental Medley" fue tocada en toda la gira europea en reemplazo a Justice Medley.
- "So What?" se tocó en algunos conciertos reemplazando a "Battery" y "Stone Cold Crazy" al final, en otros al finalizarlos se tocó "Enter Sandman".
- "The Four Horsemen" fue tocada más frecuentemente en la gira europea que en las otras partes de la gira, reemplazando a "Through the Never".
- "Whiplash" fue tocada en algunas partes de Europa en reemplazo a "Battery".
- Algunas canciones no fueron interpretadas el 3 y 4 de julio debido al tiempo que tenía la banda en las presentaciones de los festivales Rock Torhout y Rock Werchter respectivamente.[6][7]

## Datos del tour
| Día                   | Ciudad              | País                | Lugar                                     |
| Gira Norteamericana   | Gira Norteamericana | Gira Norteamericana | Gira Norteamericana                       |
| --------------------- | ------------------- | ------------------- | ----------------------------------------- |
| 22 de enero de 1993   | Kalamazoo           | Estados Unidos      | Wings Stadium                             |
| 23 de enero de 1993   | Toledo              | Estados Unidos      | John F. Savage Hall                       |
| 26 de enero de 1993   | Hershey             | Estados Unidos      | Hersheypark Arena                         |
| 28 de enero de 1993   | Iowa                | Estados Unidos      | Carver-Hawkeye Arena                      |
| 29 de enero de 1993   | La Crosse           | Estados Unidos      | La Crosse Center                          |
| 31 de enero de 1993   | Rockford            | Estados Unidos      | Rockford Centre                           |
| 1 de febrero de 1993  | Saginaw             | Estados Unidos      | Wendler Arena                             |
| 2 de febrero de 1993  | Fairborn            | Estados Unidos      | Ervin J. Nutter Arena                     |
| 4 de febrero de 1993  | Johnson City        | Estados Unidos      | Freedom Hall Civic Center                 |
| 5 de febrero de 1993  | Lexington           | Estados Unidos      | Rupp Arena                                |
| 6 de febrero de 1993  | Greenvile           | Estados Unidos      | Greenville Memorial Stadium               |
| 9 de febrero de 1993  | Moncton             | Canadá              | Moncton Coliseum                          |
| 10 de febrero de 1993 | Halifax             | Canadá              | Halifax Metro Centre                      |
| 12 de febrero de 1993 | Montreal            | Canadá              | Montreal Forum                            |
| 13 de febrero de 1993 | Montreal            | Canadá              | Montreal Forum                            |
| 15 de febrero de 1993 | Amherst             | Estados Unidos      | Mullins Center                            |
| 17 de febrero de 1993 | North Charleston    | Estados Unidos      | North Charleston Coliseum                 |
| 19 de febrero de 1993 | St. Petesburg       | Estados Unidos      | Bayfront Center Arena                     |
| 20 de febrero de 1993 | North Fort Myers    | Estados Unidos      | Lee County Civic Centre                   |
| 21 de febrero de 1993 | Tallahassee         | Estados Unidos      | Leon Country Civic Centre                 |
| 25 de febrero de 1993 | Ciudad de México    | México              | Palacio de los Deportes                   |
| 26 de febrero de 1993 | Ciudad de México    | México              | Palacio de los Deportes                   |
| 27 de febrero de 1993 | Ciudad de México    | México              | Palacio de los Deportes                   |
| 1 de marzo de 1993    | Ciudad de México    | México              | Palacio de los Deportes                   |
| 2 de marzo de 1993    | Ciudad de México    | México              | Palacio de los Deportes                   |
| 12 de marzo de 1993   | Honolulu            | Estados Unidos      | Neal S. Blasdeir Center                   |
| 13 de marzo de 1993   | Honolulu            | Estados Unidos      | Neal S. Blasdeir Center                   |
| Gira Asiática 1       |                     |                     |                                           |
| 16 de marzo de 1993   | Tokio               | Japón               | Gimnasio Nacional Yoyogi                  |
| 17 de marzo de 1993   | Tokio               | Japón               | Gimnasio Nacional Yoyogi                  |
| 18 de marzo de 1993   | Yokohama            | Japón               | Yokohama Arena                            |
| 21 de marzo de 1993   | Fukuoka             | Japón               | Sun Palace                                |
| 22 de marzo de 1993   | Osaka               | Japón               | Osaka-jō Hall                             |
| 23 de marzo de 1993   | Nagoya              | Japón               | Century Hall                              |
| Gira Oceánica         |                     |                     |                                           |
| 26 de marzo de 1993   | Auckland            | Nueva Zelanda       | Mount Smart Stadium                       |
| 27 de marzo de 1993   | Sídney              | Australia           | Centro de Entretenimiento de Sídney       |
| 29 de marzo de 1993   | Boondall            | Australia           | Brisbane Entertainment Centre             |
| 31 de marzo de 1993   | Sídney              | Australia           | Centro de Entretenimiento de Sídney       |
| 1 de abril de 1993    | Sídney              | Australia           | Centro de Entretenimiento de Sídney       |
| 3 de abril de 1993    | Melbourne           | Australia           | Rod Laver Arena                           |
| 4 de abril de 1993    | Melbourne           | Australia           | Rod Laver Arena                           |
| 5 de abril de 1993    | Adelaida            | Australia           | Adelaide Entertainment Centre             |
| 7 de abril de 1993    | Perth               | Australia           | Perth Entertainment Centre                |
| 8 de abril de 1993    | Perth               | Australia           | Perth Entertainment Centre                |
| Gira Asiática 2       |                     |                     |                                           |
| 10 de abril de 1993   | Yakarta             | Indonesia           | Lebak Bulus Stadium                       |
| 11 de abril de 1993   | Yakarta             | Indonesia           | Lebak Bulus Stadium                       |
| 13 de abril de 1993   | Kallang             | Singapur            | Estadio Cubierto de Singapur              |
| 15 de abril de 1993   | Bangkok             | Tailandia           | Thai-Japanese Stadium                     |
| 17 de abril de 1993   | Manila              | Filipinas           | PhilSports Football and Athletics Stadium |
| Gira Sudamericana     |                     |                     |                                           |
| 1 de mayo de 1993     | Sao Paulo           | Brasil              | Estadio Palestra Itália                   |
| 2 de mayo de 1993     | Sao Paulo           | Brasil              | Estadio Palestra Itália                   |
| 4 de mayo de 1993     | Santiago            | Chile               | Estadio Nacional                          |
| 7 de mayo de 1993     | Buenos Aires        | Argentina           | Estadio José Amalfitani                   |
| 8 de mayo de 1993     | Buenos Aires        | Argentina           | Estadio José Amalfitani                   |
| Gira Europea e Israel |                     |                     |                                           |
| 19 de mayo de 1993    | Hanover             | Alemania            | Niedersachsenstadion                      |
| 20 de mayo de 1993    | Düsseldorf          | Alemania            | Rheinstadion                              |
| 22 de mayo de 1993    | Mannheim            | Alemania            | Maimarktgelände                           |
| 23 de mayo de 1993    | Núremberg           | Alemania            | Zeppelinfield                             |
| 24 de mayo de 1993    | Brno                | República Checa     | Bobby Stadium                             |
| 26 de mayo de 1993    | Berlín              | Alemania            | Waldbühne                                 |
| 28 de mayo de 1993    | Gentofte            | Dinamarca           | Gentofte Sportspark                       |
| 30 de mayo de 1993    | Estocolmo           | Suecia              | Estadio Olímpico de Estocolmo             |
| 1 de junio de 1993    | Helsinki            | Finlandia           | Oulunkylä Sportspark                      |
| 5 de junio de 1993    | Milton Keynes       | Inglaterra          | National Bowl                             |
| 8 de junio de 1993    | Bratislava          | Eslovaquia          | Estadio Pasienky                          |
| 9 de junio de 1993    | Budapest            | Hungría             | Estadio Nándor Hidegkuti                  |
| 12 de junio de 1993   | Róterdam            | Países Bajos        | Stadion Feijenoord                        |
| 13 de junio de 1993   | París               | Francia             | Hippodrome de Vincennes                   |
| 16 de junio de 1993   | Lisboa              | Portugal            | Estádio José Alvalade                     |
| 18 de junio de 1993   | Madrid              | España              | Estadio de Vallecas                       |
| 20 de junio de 1993   | Basilea             | Suiza               | St. Jakob Stadion                         |
| 22 de junio de 1993   | Turín               | Italia              | Estadio de los Alpes                      |
| 25 de junio de 1993   | Estambul            | Turquía             | Estadio BJK İnönü                         |
| 26 de junio de 1993   | Viena               | Austria             | Estadio Ernst Happel                      |
| 27 de junio de 1993   | Atenas              | Grecia              | Estadio Nea Smyrni                        |
| 30 de junio de 1993   | Tel Aviv            | Israel              | Parque Yarkon                             |
| 3 de julio de 1993    | Torhout             | Bélgica             | Rock Torhout                              |
| 4 de julio de 1993    | Werchter            | Bélgica             | Rock Werchter                             |